# Carry On (canción de Angra)
Carry On es una canción de la banda brasileña de power metal Angra, muy apreciada por los fans. Originalmente grabada en vivo, está incluida en el álbum Angels Cry, de 1993, y es tocada siempre en las presentaciones en vivo de la banda. 

La canción se hizo muy famosa por sus solos, sus rápidos riffs, sus coros y también por su estribillo: 

So, carry on, there's a meaning to life

which someday we may find...

carry on, it's time to forget

the remains from the past to carry on...

(Así que continuemos; hay un significado de la vida
 
que algún día podremos encontrar;

continuemos, es tiempo de olvidar 

los restos del pasado, para continuar...)

En la gira del álbum Aurora consurgens el grupo mezcló esta canción con otra también muy popular, «Nueva era». 

Actualmente se sigue interpretando este midley. 

Está presente en el álbum en vivo Rebirth World Tour: Live in São Paulo (1997), y en el Holy Live (2002). 
También en el demo Reaching Horizons (1993-1997).

Por su parte, la letra habla de la inseguridad y la soledad del mundo de hoy, pero de una manera positiva, animando a la gente a luchar contra estos problemas y a seguir adelante. 

## Versionados
- La banda brasileña Shaman la interpreta en sus presentaciones de 2000 a 2006.
- Andre Matos, voz del Angra de origen, interpreta también la canción en sus presentaciones en solitario desde 2006.
- La banda alemana de metal a capela Van Canto la versionó en vivo y luego en su segundo álbum de estudio, Hero (2008).

## Créditos
- Andre Matos - voz y teclado
- Kiko Loureiro - guitarra y coros
- Rafael Bittencourt - guitarra y coros
- Luís Mariutti - bajo
- Alex Holzwarth - batería y coros